# 三十六歌仙

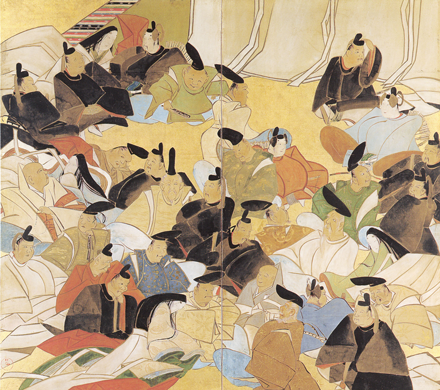
尾形光琳『三十六歌仙図』（メナード美術館所蔵）

三十六歌仙（さんじゅうろっかせん）は、藤原公任の『三十六人撰』（さんじゅうろくにんせん）に載っている平安時代の和歌の名人36人の総称である。36人の家集を集大成した現存する最古の写本は、西本願寺本三十六人家集である。
これに影響されて、中古三十六歌仙や女房三十六歌仙などが後世にできた。
なお連句の形式で三十六句のものを「歌仙」と呼ぶのは、これにちなんだものである。

## 三十六歌仙一覧
| - 柿本人麻呂 - 山部赤人 - 大伴家持 - 猿丸大夫 - 僧正遍昭 - 在原業平 | - 小野小町 - 藤原兼輔 - 紀貫之 - 凡河内躬恒 - 紀友則 - 壬生忠岑 | - 伊勢 - 藤原興風 - 藤原敏行 - 源公忠 - 源宗于 - 素性法師 | - 大中臣頼基 - 坂上是則 - 源重之 - 藤原朝忠 - 藤原敦忠 - 藤原元真 | - 源信明 - 斎宮女御 - 藤原清正 - 藤原高光 - 小大君 - 中務 | - 藤原仲文 - 清原元輔 - 大中臣能宣 - 源順 - 壬生忠見 - 平兼盛 |

## 成立の過程
『三十六人歌仙伝』、『袋草紙』、『後拾遺抄注』他、諸典籍からの研究による成立過程は、寛弘5年（1008年）、公任が前十五番歌合（十五人の左右組で合計三十人）を編んだ時に、貫之を一番左方、人麻呂を十五番の左方に配し、貫之を人麻呂の上においた。そのため人麻呂を評価する具平親王との優劣論争となり、それぞれが選んだ秀歌十首ずつを出しあい番えたところ、人麻呂の勝となった（十首歌合。散逸）。その結果を受け、公任は前十五番歌合を発展させて三十人撰を撰び（散逸）、具平親王はそれを改撰した（歌仙歌合）。翌年の具平親王の薨去からまもなくの時期に、公任は三十人撰を改訂し三十六人撰を完成させたと見られている。この時点で七人増えたものの、元の三十人から清原深養父が外されて三十六人となった。

## 三十六歌仙扁額
三重県伊賀市の敢國神社（伊賀国一宮）には三重県指定有形文化財とされる三十六歌仙扁額が存在する。桃山時代末期のものとされ、『公室年譜略』において慶長14年（1609年）に「寛永の三筆」の一人である近衛信基が、「山徳」（詳細不明）が描いた絵に和歌を記したうえで神社に奉納したと記載されている。
三十六歌仙を描く扁額は本来36面を必要とするものだが、敢国神社に伝わるものは3面1組の12面構成となっている。
敢國神社所蔵のものは、奉納された当初の状態のまま欠落のない状態で保存されている点で特筆に値する。

## 関連書籍

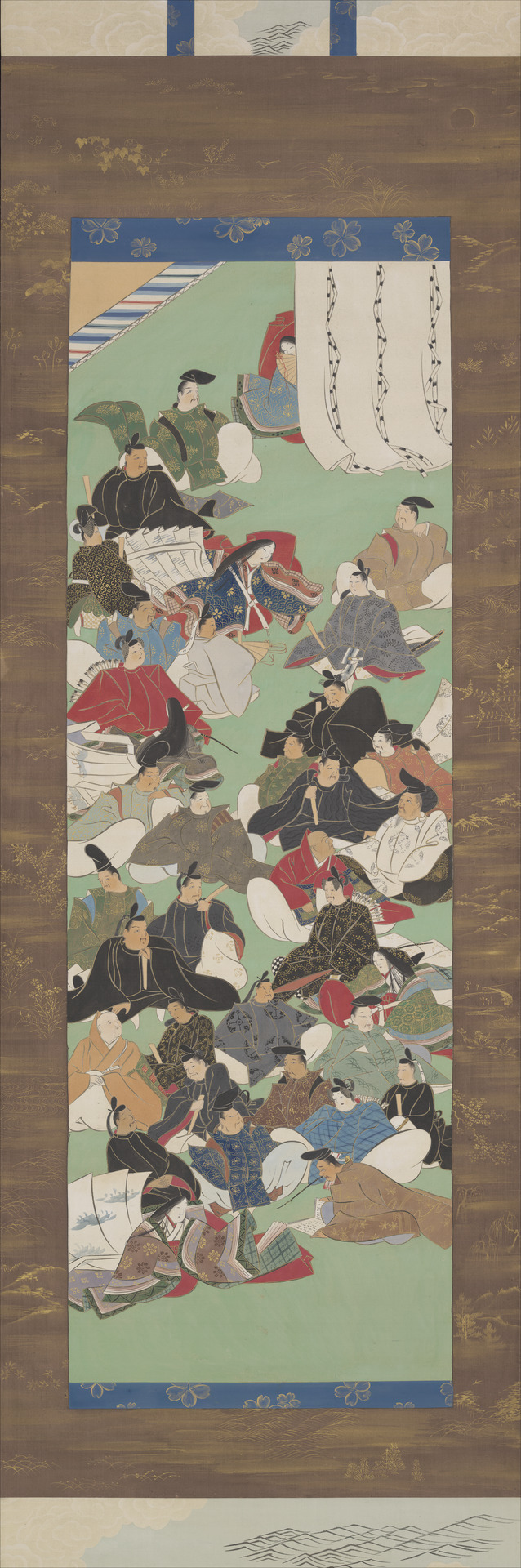
池田孤邨『三十六歌仙図屏風』（イェール大学美術館所蔵）

- 『三十六歌仙集評釈』千勝義重 他（1903年）
- 『三十六歌仙絵巻』風俗絵巻図画刊行会（1917年）
- 『三十六歌仙』上・下　風俗絵巻図画刊行会（1918年）
- 『三十六歌仙帖』松花堂昭乗 著（1918年）
- 『三十六歌仙絵巻』後京極良経 他（1922年）
- 『光悦筆三十六歌仙』上・下　福田翠光 著・画（1936年）
- 『三十六歌仙』東京美術青年会（1962年）
- 『歌仙：三十六歌仙絵』東京美術青年会（1972年）
- 『彩色備前三十六歌仙』桂又三郎 著（1983年）
- 『三十六歌仙絵と草薙の剣』大塚秀男 著（1984年）
- 『絵巻切断―佐竹本三十六歌仙の流転』高島光雪・井上隆史 著（美術公論社、1984年）、新版・日経ビジネス人文庫（2001年）
- 『佐竹本三十六歌仙絵巻』田中親美 著（1984年）
- 『三十六歌仙絵』サントリー美術館（1986年）
- 『江戸初期の三十六歌仙』藏中スミ 著（1996年）
- 『三十六歌仙絵馬の世界』西合志町郷土資料館（1997年）
- 『三十六歌仙絵巻の流転』高嶋光雪・井上隆史 著（2001年）
- 『三十六歌仙叢考』新藤協三 著（2004年）
- 『住吉大社と三十六歌仙額』内藤磐、内藤典子、内藤美奈、内藤亮 著（2009年）
- 『三十六歌仙集』新藤協三、西山秀人、吉野瑞恵、徳原茂実 著（2012年）
- 『三十六歌仙　日本の古典』吉海直人編（角川ソフィア文庫、2021年）